# انتشارات دانشگاه دوک
انتشارات دانشگاه دوک (انگلیسی: Duke University Press) انتشاراتی دانشگاهی مستقر در دورهام، کارولینای شمالی و سازمانی تحت نظر دانشگاه دوک است. این انتشارات در سال نزدیک به ۱۲۰ عنوان کتاب و ۴۰ ژورنال علمی به همراه ۵ مجموعه الکترونیکی به چاپ می‌رساند. تخصص اصلی این بنیاد، کتاب‌هایی با موضوع‌های علوم انسانی و اجتماعی است، اما به ویژه برای ژورنال‌های خود در زمینه ریاضیات نیز شناخته شده است.
این انتشارات در سال ۱۹۲۱ با عنوان اصلی «انتشارات ترینیتی کالج» گشایش یافت و بعدها پس از گسترش کار، نام آن در سال ۱۹۲۶ به عنوان کنونی تغییر یافت.